# Liste der diplomatischen Vertretungen in Oman

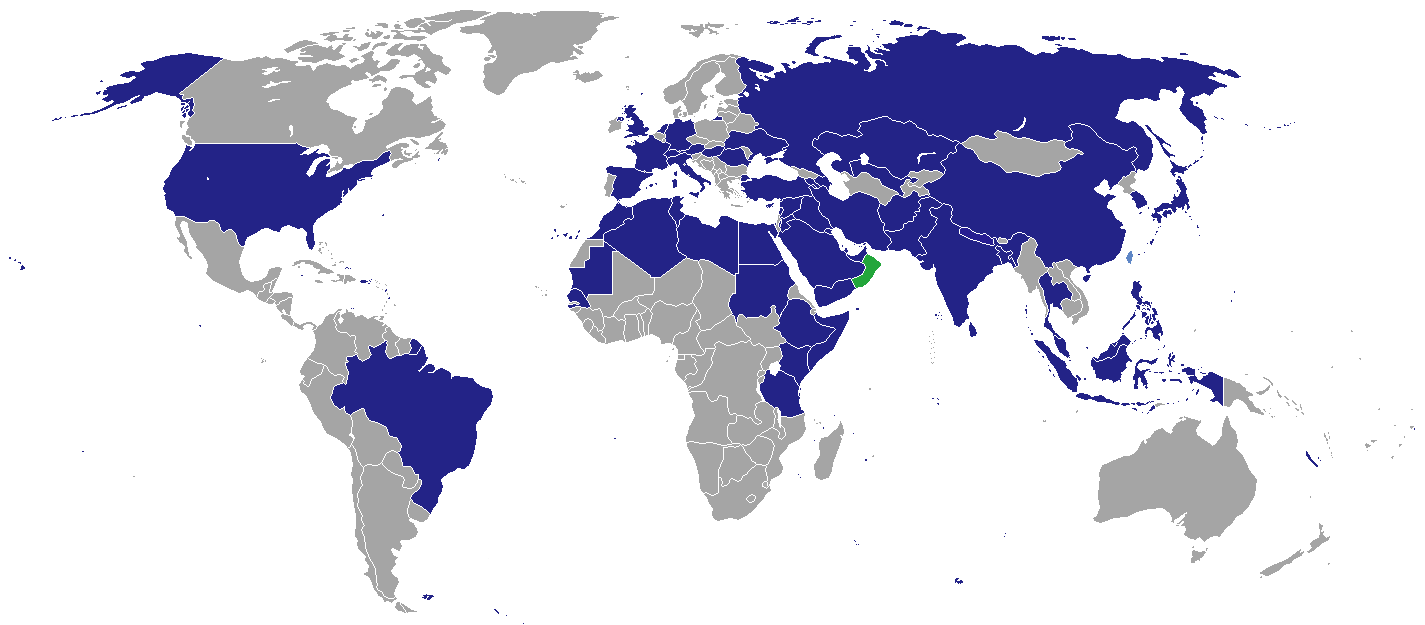
Staaten mit einer Botschaft in Oman

Die Liste der diplomatischen Vertretungen in Oman führt Botschaften und Konsulate auf, die im asiatischen Staat Oman eingerichtet sind (Stand November 2019).

## Botschaften in Oman
Im November 2019 befand sich keine der 55 Botschaften in der Hauptstadt Maskat, aber alle in der Muscat Capital Area, davon die meisten im Botschaftsquartier in al-Khuwair in Bawschar.
- Afghanistan: Botschaft in al-Khuwair, Bawschar
- Ägypten: Botschaft in al-Khuwair, Bawschar
- Algerien: Botschaft in al-Khuwair, Bawschar
- Äthiopien: Botschaft in al-Khuwair, Bawschar
- Bahrain: Botschaft in al-Khuwair, Bawschar
- Bangladesch: Botschaft in al-Khuwair, Bawschar
- Brasilien: Botschaft in Qurum, Matrah
- Brunei: Botschaft in al-Khuwair, Bawschar
- Deutschland: Botschaft in al-Khuwair, Bawschar
- Frankreich: Botschaft in al-Khuwair, Bawschar
- Indien: Botschaft in al-Khuwair, Bawschar
- Indonesien: Botschaft in al-Khuwair, Bawschar
- Irak: Botschaft in al-Khuwair, Bawschar
- Iran: Botschaft in al-Khuwair, Bawschar
- Italien: Botschaft in al-Khuwair, Bawschar
- Japan: Botschaft in al-Khuwair, Bawschar
- Jemen: Botschaft in al-Khuwair, Bawschar
- Jordanien: Botschaft in al-Khuwair, Bawschar
- Kasachstan: Botschaft in al-Khuwair, Bawschar
- Katar: Botschaft in al-Khuwair, Bawschar
- Kenia: Botschaft in al-Khuwair, Bawschar
- Kuwait: Botschaft in al-Khuwair, Bawschar
- Libanon: Botschaft in al-Khuwair, Bawschar
- Libyen: Botschaft in al-Khuwair, Bawschar
- Malaysia: Botschaft in al-Khuwair, Bawschar
- Marokko: Botschaft in al-Khuwair, Bawschar
- Mauretanien: Botschaft in al-Khuwair, Bawschar
- Nepal: Botschaft in Qurum, Matrah
- Niederlande: Botschaft in al-Khuwair, Bawschar
- Österreich: Botschaft in Ruwi, Matrah[2]
- Pakistan: Botschaft in al-Khuwair, Bawschar
- Palästina: Botschaft in Qurum, Matrah
- Philippinen: Botschaft in al-Khuwair, Bawschar
- Rumänien: Botschaft in Qurum, Matrah
- Russland: Botschaft in al-Khuwair, Bawschar
- Saudi-Arabien: Botschaft in al-Khuwair, Bawschar
- Schweiz: Botschaft in al-Khuwair, Bawschar
- Senegal: Botschaft in al-Ghubra, Bawschar
- Somalia: Botschaft in al-Khuwair, Bawschar
- Spanien: Botschaft in Qurum, Matrah
- Sri Lanka: Botschaft in al-Khuwair, Bawschar
- Sudan: Botschaft in al-Khuwair, Bawschar
- Südafrika: Botschaft in al-Khuwair, Bawschar
- Südkorea: Botschaft in al-Khuwair, Bawschar
- Syrien: Botschaft in al-Khuwair, Bawschar
- Tansania: Botschaft in al-Khuwair, Bawschar
- Thailand: Botschaft in al-Khuwair, Bawschar
- Tunesien: Botschaft in Qurum, Matrah
- Türkei: Botschaft in al-Khuwair, Bawschar
- Ungarn: Botschaft[3] in Qurum, Matrah
- Vereinigte Arabische Emirate: Botschaft in al-Khuwair, Bawschar
- Vereinigtes Königreich: Botschaft in al-Khuwair, Bawschar
- Vereinigte Staaten: Botschaft in al-Khuwair, Bawschar
- Volksrepublik China: Botschaft in al-Khuwair, Bawschar
- Zypern: Botschaft in al-Khuwair, Bawschar

## Konsulate in Oman
- Singapur: Generalkonsulat in al-Khuwair, Bawschar[4]